# Halowe Mistrzostwa Świata w Lekkoatletyce 1999 – pchnięcie kulą mężczyzn
Pchnięcie kulą mężczyzn – jedna z konkurencji rozgrywanych podczas halowych mistrzostw świata w lekkoatletyce w 1999, zmagania w niej odbyły się 5 marca.
Do konkursu zgłoszonych zostało 10 zawodników z 8 państw.
Zawody w tej konkurencji wygrał reprezentant Ukrainy Ołeksandr Bahacz. Drugą pozycję zajął zawodnik ze Stanów Zjednoczonych John Godina, trzecią zaś reprezentujący kraj triumfatora Jurij Biłonoh.

## Wyniki
| Miejsce | Zawodnik           | Państwo           | Podejście | Podejście | Podejście | Podejście | Podejście | Podejście | Wynik | Uwagi |
| Miejsce | Zawodnik           | Państwo           | #1        | #2        | #3        | #4        | #5        | #6        | Wynik | Uwagi |
| ------- | ------------------ | ----------------- | --------- | --------- | --------- | --------- | --------- | --------- | ----- | ----- |
| 01 !    | Ołeksandr Bahacz   | Ukraina           | 20,78     | 21,18     | 21,10     | 20,91     | 21,41     | X         | 21,41 |       |
| 02 !    | John Godina        | Stany Zjednoczone | 20,68     | 20,68     | X         | 20,31     | 20,28     | 21,06     | 21,06 | SB    |
| 03 !    | Jurij Biłonoh      | Ukraina           | 20,24     | 20,89     | 20,43     | 20,35     | 20,21     | 20,74     | 20,89 | SB    |
| 4.      | Manuel Martínez    | Hiszpania         | 20,53     | X         | 19,73     | 20,20     | X         | 20,79     | 20,79 | NR    |
| 5.      | Arsi Harju         | Finlandia         | 19,03     | 19,01     | 20,38     | X         | X         | 19,66     | 20,38 |       |
| 6.      | Paolo Dal Soglio   | Włochy            | 20,10     | 19,92     | 20,00     | X         | 19,94     | 19,88     | 20,10 |       |
| 7.      | Pawieł Czumaczenko | Rosja             | 19,27     | 19,64     | X         | 19,61     | 19,82     | 19,70     | 19,82 |       |
| 8.      | Andrej Michniewicz | Białoruś          | 19,30     | X         | X         | 19,44     | 18,95     | X         | 19,44 |       |
| 9.      | Andy Bloom         | Stany Zjednoczone | X         | 18,76     | 18,74     | NQ        | NQ        | NQ        | 18,76 |       |
| 10.     | Yuji Okano         | Japonia           | 16,44     | 16,72     | 16,68     | NQ        | NQ        | NQ        | 16,72 |       |